# О’Делл, Скотт
Скотт О’Делл (англ. Scott O'Dell; 23 мая 1898 года — 16 октября 1989 года) — американский детский писатель, автор 26 романов для детей, трёх романов для взрослых и 4 документальных книг. Поначалу произведения О’Делла не пользовались особенным успехом; его литературная звезда по-настоящему взошла только в 1960 году с выходом «Острова голубых дельфинов». Эта повесть получила высшую национальную премию США за лучшую книгу года для детей — премию Джона Ньюбери. В 1963 году был награждён Немецкой премией за детскую литературу, а в 1961 году — Lewis Carroll Shelf Award. В его книгах для детей заметна специфика Южной Калифорнии — индейско-испанского Запада, выдержан также исторический колорит.

## Биография
Скотт О’Делл родился на острове Терминал около Лос-Анджелеса (штат Калифорния, США). Учился в Висконсинском университете в Мадисоне (1920), Стэнфордском университете (1920—1921 гг.), Римском университете Ла Сапиенца (1925), хотя так и не получил диплома. Во время Второй мировой войны служил в ВВС США. Преподавал сценарное мастерство и написал учебник по сценарному мастерству; позднее в Риме он принял участие в съемках фильма «Бен Гур».
Литературным творчеством занялся с 1934 года, с конца 1950-х годов О’Делл начал писать книги для детей. В 1972 году удостоен премии имени Х. К. Андерсена, а в 1978 году О’Деллу вручена медаль «Регина» — премия Американской католической библиотечной ассоциации за выдающийся вклад в юношескую литературу.
Большинство произведений О’Делла — историческая беллетристика, ориентированная на юного читателя. В 1981 году писатель учредил собственную премию — Scott O’Dell Award for Historical Fiction — в размере 5000 долларов, за выдающие художественные произведения исторической тематики.
Скотт О’Делл умер от рака простаты 16 октября 1989 года в возрасте 91 года.

## Творчество
Аннотация книги «Остров голубых дельфинов»: Героиня книги — индейская девочка Карана, одна из всего племени осталась на небольшом островке у калифорнийского побережья. Карана сумела наладить жизнь в одиночестве, обеспечить себя едой и надежным убежищем. Самое главное для Караны — отношения с животными. Для неё «звери и птицы — те же люди, только со своим языком и своей манерой поведения. Без них жизнь на белом свете была бы очень тоскливой».

### Серии
Карана 
- Island of the Blue Dolphins
- Zia

 Семь змей 
- The Captive
- Feathered Serpent
- The Amethyst Ring
- Seven Serpents Trilogy

### Романы
- Woman of Spain
- Hill of the Hawk
- The Sea is Red
- Journey to Jericho
- The King’s Fifth
- The Black Pearl
- Dark Canoe
- Sing Down the Moon
- Treasure of Topo-El-Bampo
- Cruise of the Arctic Star
- The Child of Fire
- Hawk That Dare Not Hunt by Day
- The 290
- Carlota
- Kathleen Please Come Home
- Daughter of Don Saturnino
- Sarah Bishop
- The Spanish Smile
- Castle in the Sea
- Alexandra
- The Road to Damietta
- Streams to River, River to the Sea
- Serpent Never Sleeps
- Black Star, Bright Dawn
- My Name Is Not Angelica
- Thunder Rolling in the Mountains
- Venus Among the Fishes
- Zira

### Документальная литература
- Country of the Sun

### Переводы на русский
- Скотт О'Делл. «Тропа Пилигрима» // Остров голубых дельфинов = Island of the Blue Dolphins / Перевод с английского Татьяны Доброницкой. — Москва: Центр Нарния, 2007. — ISBN 0-605-21314-3.